# Generischer Typ
In der Informatik sind generische Typen Datentypen mit der Möglichkeit zur Angabe von Typparametern. Man spricht auch von parametrischer Polymorphie.
Ein generischer Typ erlaubt es, Datentypen zu erzeugen, die von den zugrunde liegenden Typen abstrahieren. So kann man eine Liste von Zahlen, eine Liste von Zeichen und eine Liste von Datumsangaben auf die gleiche Weise programmieren, d. h. die Algorithmen zum Einfügen, Suchen und Löschen würden stets gleich ablaufen. Es ist daher wünschenswert, die Implementierung der Liste unabhängig von diesen Typen vorzunehmen.
In Java beispielsweise würde eine generische Liste wie folgt definiert:
```
 
List
<
T
>

```

Dabei bedeutet List<T> generischer Typ, und T heißt Typparameter. Generische Typen finden sich in allen Programmiersprachen, die das Paradigma der Generischen Programmierung unterstützen.
Bei Programmiersprachen gibt es prinzipiell zwei Ansätze, generische Typen zu unterstützen. Der eine ist es, dass GenerischerTyp<T> für alle Ts denselben Code verwendet und über dynamische Bindung von Methoden spezifische Eigenschaften von T nutzt. Ein anderer Weg, den u. a. C++ geht, ist die Anwendung von Templates. Dabei wird der Typparameter zur Kompilierzeit direkt mit dem konkreten Typ ersetzt. Gibt es mehrere unterschiedliche Typparameter für einen generischen Typ, so werden bei C++ auch mehrere Klassen erzeugt.
Bei .NET geht Microsoft einen Mittelweg, um die Vorteile beider Methoden zu kombinieren: Für alle Referenztypen als Typparameter benutzt die generische Klasse den gleichen nativen Code, da die interne Repräsentation (eine simple Referenz) von allen Referenztypen gleich ist. Bei der Benutzung von Werttypen als Typparameter wird für jeden Werttyp zur Laufzeit bei der erstmaligen Benutzung ein eigener Native-Code-Pfad erstellt.

## Generische Typen in verschiedenen Programmiersprachen
- C++ implementiert generische Typen mittels Templates, z. B. Klassenvorlagen.
- Generische Programmierung in Java
- C# und andere .NET-Sprachen bieten Generics seit .NET 2.0
- In der Programmiersprache Ada werden generische Typen zur Parametrisierung von Paketen eingesetzt.
- Delphi bietet seit Delphi 2009 Unterstützung für generische Typen, Free Pascal unterstützt generische Klassen ab Version 2.2.
- Die Programmiersprache Haxe bietet generische Typen für Flash, JavaScript und Server-seitige Ausführung (alle sind drei Bereiche, in denen sonst keine Generik möglich ist)
- Haskell bietet ein sehr mächtiges Typsystem